# Offingen
Offingen ist ein Markt im schwäbischen Landkreis Günzburg und der Sitz der Verwaltungsgemeinschaft Offingen. Der Markt Offingen ist nicht zu verwechseln mit Marktoffingen, welches ca. 50 km weiter nördlich liegt.

## Geographie
Offingen liegt im Donauried zwischen Ulm und Donauwörth an Donau und Mindel. Die Bahnstrecke Augsburg–Ulm durchquert den Ort. Der Bahnhof Neuoffingen war jahrzehntelang ein bedeutender Umsteigeknotenpunkt.
Die Gemeinde hat vier Gemeindeteile (in Klammern ist der Siedlungstyp angegeben):
- Landstrost (Einöde)
- Neuoffingen (Einöde)
- Offingen (Hauptort)
- Schnuttenbach (Kirchdorf)

## Geschichte

### Offingen und Landstrost
Offingen ist, wie sich aus der Namensendung „-ingen“ herleiten lässt, die Gründung einer alemannischen Sippe. Der Ortsname leitet sich von einem Sippenführer Offo ab. Der Ort entstand als Straßendorf am Schnittpunkt der Römerstraße von Günzburg nach Augsburg mit dem das Kammeltal entlangführenden Talweg. Erstmals erwähnt wurde der Ort in einer Urkunde vom 4. September 1186. Papst Urban III. bestätigte darin unter anderem den Ort als Besitz des Augsburger Bischofs Udalschalk. Die Ortsherrschaft übten in jener Zeit Augsburger Ministeriale aus. Einer dieser Ministerialen war Konrad Schoberlin, durch dessen Güterschenkung aus dem Jahr 1209 eine weitere frühe Erwähnung des Ortes überliefert ist.
Zu Beginn des 14. Jahrhunderts wurde Offingen mit der benachbarten Burg Landstrost durch einen Gebietstausch Teil der Markgrafschaft Burgau. Ort und Bürger wurden danach mehrfach zur Sicherung von Geldforderungen an Gläubiger verpfändet. Über solchen Pfandbesitz und teilweise auch Lehensbesitz traten ab 1380 die Herren von Westernach in Offingen auf. Eustachius von Westernach verkaufte 1518 seinen Lehens- und Pfandbesitz an die Herren vom Stain zu Rechtenstein auf Reisensburg. Diese gerieten um 1550 in eine wirtschaftliche Notlage und verkauften 1599 den Offinger Besitz an die Herren von Schellenberg zu Hüfingen. Doch auch diese verschuldeten sich mit dem Besitz und traten die Lehensgüter bereits 1659 wieder an die Freiherren von Freyberg-Eisenberg in Haldenwang ab, die die Ortsherrschaft bis zur Ablösung der Feudalrechte im 19. Jahrhundert innehatten.

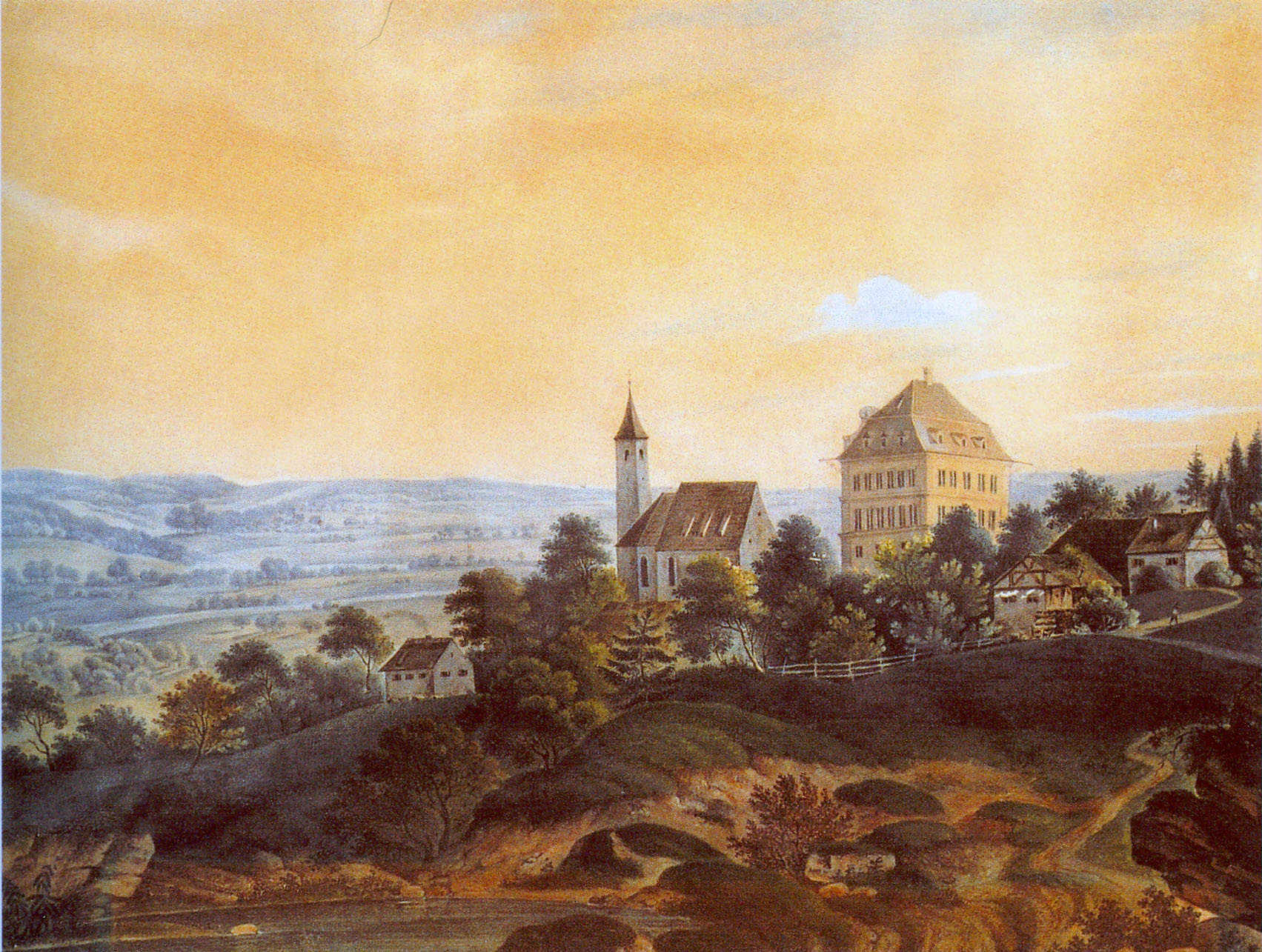
Offingen um 1840 mit Kirche und Schloss

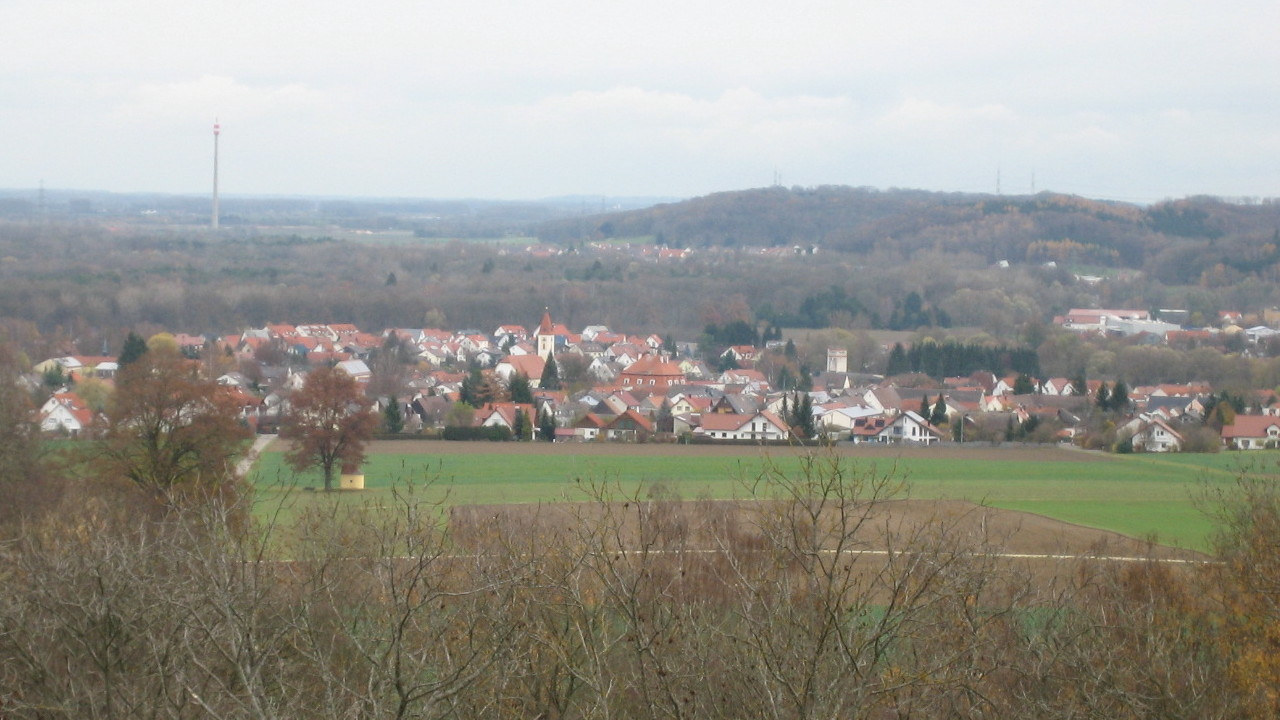
Blick auf Offingen

Im Bauernkrieg 1525 kam es in Offingen zu keinen größeren Vorkommnissen. Vielmehr schienen sich die Offinger Bauern zurückgehalten zu haben, da im März 1525 der Leipheimer Haufen nach Offingen zog, um Offinger Bauern „in seinen Bund zu zwingen“. Nach der Niederwerfung des Bauernaufstandes wurden lediglich zwei Offinger Rädelsführer bestraft; der Ort kam glimpflich mit einer Geldbuße davon. Aus dem Dreißigjährigen Krieg von 1618 bis 1648 ist aus Offingen wenig bekannt. Ein Steuerregister von 1627 nennt noch zahlreiche wohlhabende Personen am Ort. Bis 1680 fehlen danach jegliche Aufzeichnungen über die allgemeine Ortsentwicklung.
Von 1696 bis 1700 wurde in Landstrost durch die Freiherren von Freyberg ein neues Schloss erbaut. Um 1748 wurde auch in Offingen ein Schloss (der heutige Pfarrhof) errichtet.
Offingen hatte um 1800 den Status eines Obervogtamtes. Seit 1806 gehört der Ort zu Bayern. Auslöser war die Rheinbundakte, ein Bündnis süddeutscher Staaten mit Frankreichs Kaiser Napoléon Bonaparte. Diese Vereinbarung bestimmte unter anderem, dass die adligen Fürstentümer sowie die ritterschaftlichen Besitzungen, welche bislang reichsunmittelbar waren, dem jeweiligen Landesfürsten unterstellt wurden (Mediatisierung).
Das Schloss in Offingen wurde bis 1858 von den Freiherren von Freyberg bewohnt und danach mangels weiterem Verwendungszweck verkauft. Nachdem 1862 zunächst der Bauer Johann Haupeltshofer neuer Schlossherr wurde, erwarben 1878 die Gemeinde und die Kirchenstiftung das Anwesen und nutzten es als Schule und Pfarrhaus. Das Schloss in Landstrost wurde 1871 durch mehrere Erdrutsche schwer beschädigt und 1872 schließlich abgerissen.
Nach dem Zweiten Weltkrieg nahm die Gemeinde etwa 1000 Heimatvertriebene auf. Im benachbarten Schnuttenbach, heute ein Gemeindeteil von Offingen, kamen in einem Barackenlager rund 75 Ungarndeutsche und etwa 250 Zwangsausgesiedelte aus dem Sudetenland unter. Am 14. Juli 1971 wurde dem Ort die Bezeichnung Markt verliehen.

### Eingemeindungen
Im Zuge der Gebietsreform in Bayern wurde die Gemeinde Schnuttenbach am 1. Mai 1978 nach Offingen eingemeindet. Gleichzeitig nahm die neu gegründete Verwaltungsgemeinschaft der Orte Offingen, Gundremmingen und Rettenbach ihre Arbeit auf, welche im neuen Offinger Rathaus ihren Sitz hat.

### Einwohnerentwicklung
Zwischen 1988 und 2018 wuchs der Markt von 3374 auf 4231 um 857 Einwohner bzw. um 25,4 %.

### Gemeindeteil Schnuttenbach
Der Ort wurde erstmals 1298 urkundlich erwähnt. Sein besonderes Kleinod ist die Sankt-Ursula-Kapelle. Sie ist mit Fresken aus dem 12. Jahrhundert geschmückt. Die angebaute Sankt-Ursula-Kirche verfügt über künstlerisch bemerkenswerte Glasfenster des Münchner Professors Josef Oberberger.
Schnuttenbach war während der Zeit des Nationalsozialismus Standort eines Arbeitslagers. Der Dokumentarfilm Verborgen in Schnuttenbach von Thomas Gerhard Majewski widmet sich diesem Lager.

## Politik
Bürgermeister Thomas Wörz (SPD) ist seit den Kommunalwahlen 2008 im Amt. Er wurde im März 2014 mit 57,3 % der Stimmen wiedergewählt und am 15. März 2020 mit 81,0 % der Stimmen für weitere sechs Jahre im Amt bestätigt.
Der Marktgemeinderat hat 16 Mitglieder. Bei der Wahl vom 15. März 2020 ergab sich folgende Sitzverteilung:
- CSU: 4 Sitze (25,6 %)
- Freie Wähler Offingen: 4 Sitze (22,9 %)
- SPD: 3 Sitze (20,9 %)
- Junge Bürger Offingen: 2 Sitze (11,0 %)
- Freie Wählervereinigung Schnuttenbach: 2 Sitze (9,5 %)
- Bündnis 90/Die Grünen: 1 Sitz (8,1 %)

Die Linke erhielt keinen Sitz (2,0 %).
In der Amtszeit 2014 bis 2020 verteilten sich die Sitze wie folgt:
- CSU: 5 Sitze
- SPD: 5 Sitze
- Freie Wähler Offingen: 4 Sitze
- Freie Wählervereinigung Schnuttenbach: 1 Sitz
- Junge Bürger: 1 Sitz

## Wappen
| Wappen von Offingen | Blasonierung: „Schild gespalten; vorne in Gold drei übereinander stehende schwarze Wolfsangeln, hinten unter weißem Schildhaupt in Blau drei 2 zu 1 gestellte goldene Kugeln.“ |
| Wappen von Offingen | |

## Bildung
- Kindertagesstätte St. Georg Offingen (1 Krippengruppe, 4 Kindergartengruppen)
- Kinderhaus St. Ursula Schnuttenbach (1 Krippengruppe, 2 Kindergartengruppen)
- Grundschule Offingen
- Mittelschule Offingen
- Außenstelle Volkshochschule Günzburg

## Sehenswürdigkeiten

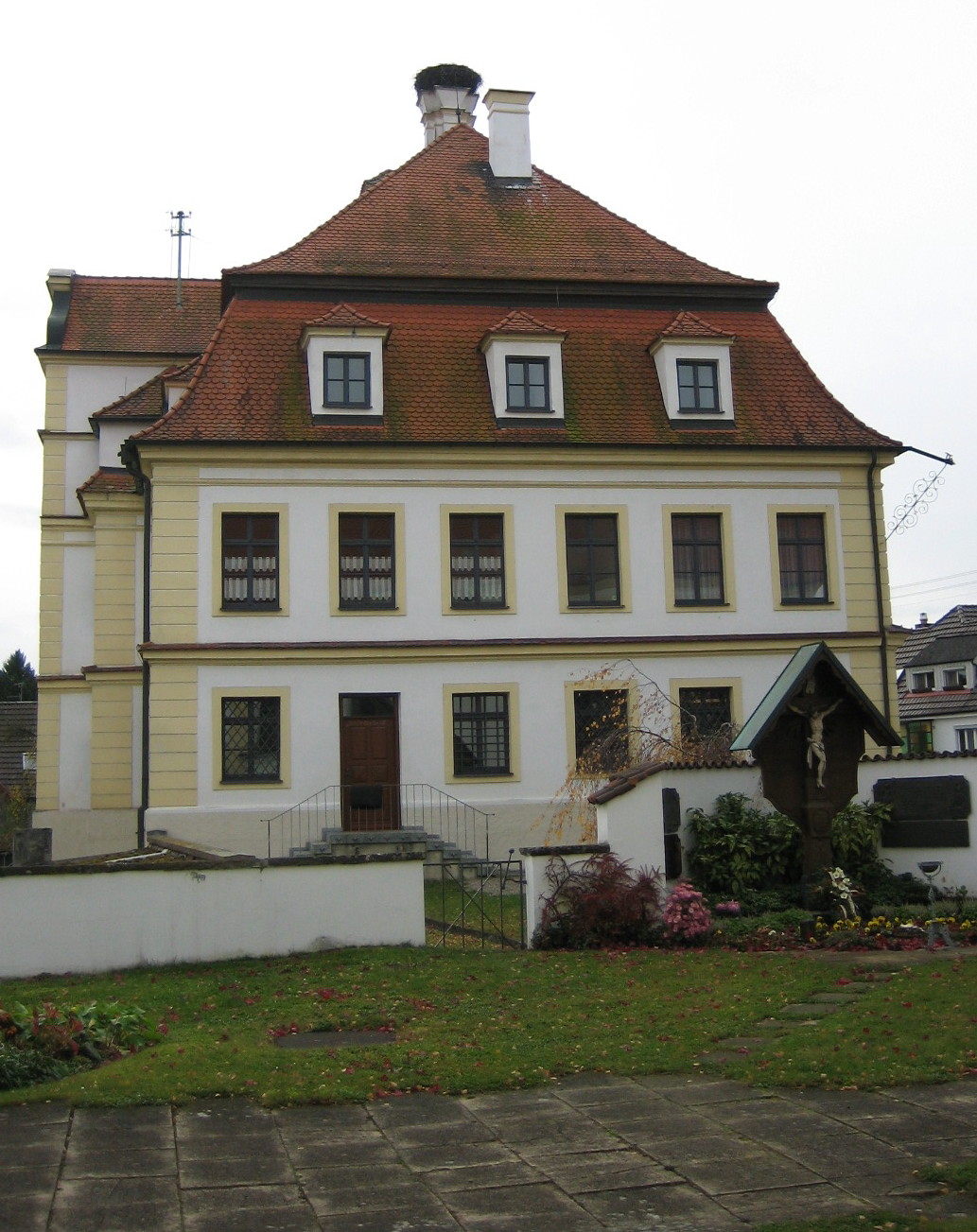
Pfarrhof (früher Schloss)

- Das Schloss in Offingen entstand um 1748 als Herrenhaus der Freiherren von Freyberg. In dem Gebäude befand sich ursprünglich das Patrimonialgericht. Nach der Mediatisierung der Fürstentümer und der Aufhebung der feudalen Gerichtsbarkeit 1848 wechselte das Gebäude mehrfach den Besitzer, bevor es 1879 hälftig in den Besitz der Gemeinde und der Kirchenstiftung kam und als Schule und Pfarrhaus diente. Das Storchennest auf dem heute Pfarrhof genannten Gebäude ist von Störchen besiedelt, die seit einigen Jahren im Nest überwintern.
- Die katholische Pfarrkirche St. Georg wurde von 1615 bis 1618 auf eine Stiftung von Hans Christoph von Schellenberg und seiner Frau Dorothea hin an der Stelle eines älteren Vorgängerbauwerks erbaut. Das Stifterwappen ist im Chorgewölbe erhalten. Die Kanzel im Stil der späten Renaissance stammt wohl noch von der ursprünglichen Ausstattung der Kirche. Der Hauptaltar im Chor stammt aus der Zeit des Rokoko, die Seitenaltäre wurden in ihrer heutigen Gestalt bei einer Renovierung im Jahr 1958 zusammengestellt.[8]
- Die Leonhardskapelle wurde auf Veranlassung der Herren von Freyberg 1747 anstelle einer älteren Leonhard geweihten Kapelle erbaut.
- Die Krieger-Gedächtniskapelle entstand 1954 nach Plänen von Eduard Haertinger.
- Die evangelische Versöhnungskirche wurde 1965 erbaut. Eine evangelische Gemeinde bildete sich in Offingen erst mit der Industrialisierung in der zweiten Hälfte des 19. Jahrhunderts und erreichte erst nach dem Zuzug von evangelischen Heimatvertriebenen nach dem Zweiten Weltkrieg eine nennenswerte Größe.
- Bei Landstrost befindet sich die Barbarakapelle, am Kapellenweg nach Landstrost steht außerdem eine Dreifaltigkeitskapelle aus dem 18. Jahrhundert.
- Von Mai 2006–2017 bot der 25 Meter hohe Aussichtsturm an der Hangkante zum Donautal einen Rundblick vor allem ins Donautal und auf die Schwäbische Alb. (Seit 2017 geschlossen, wegen der Kostensteigerung für die Sanierung ist vorerst keine Reparatur geplant. Die Aussichtsplattform und das Dach sind abgebaut und eingelagert.)

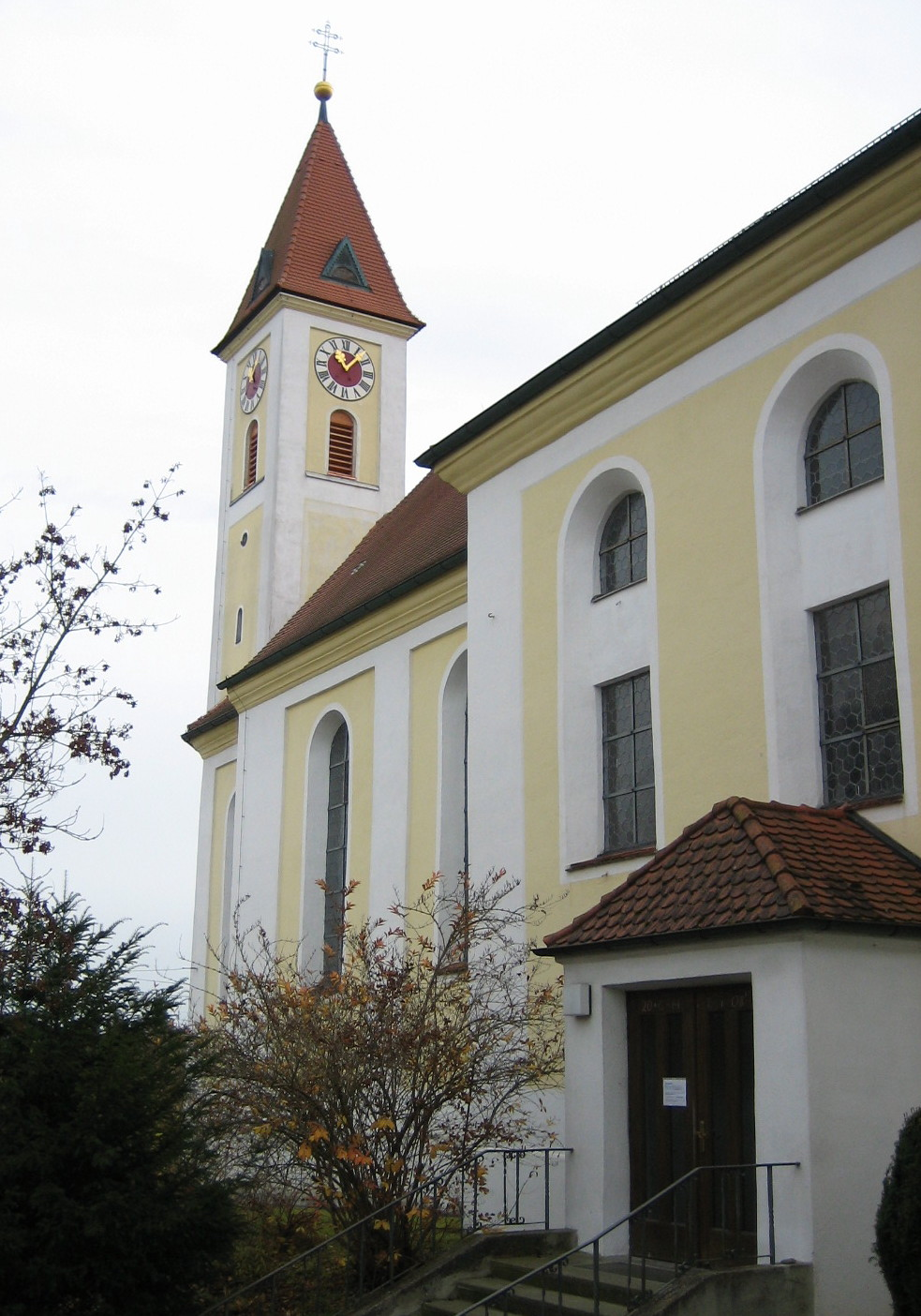
Kirche St. Georg
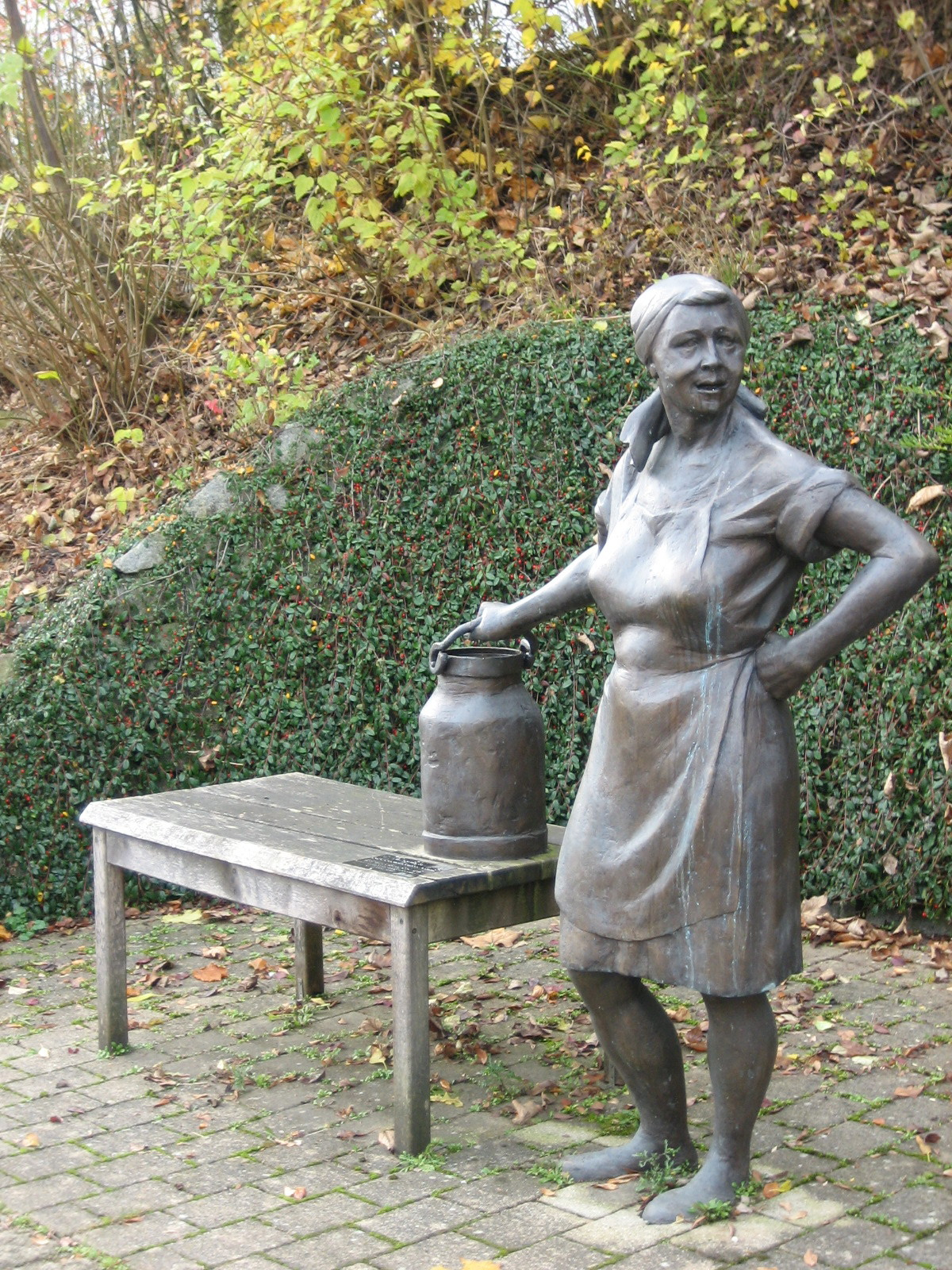
Denkmal für die Milchbäuerin
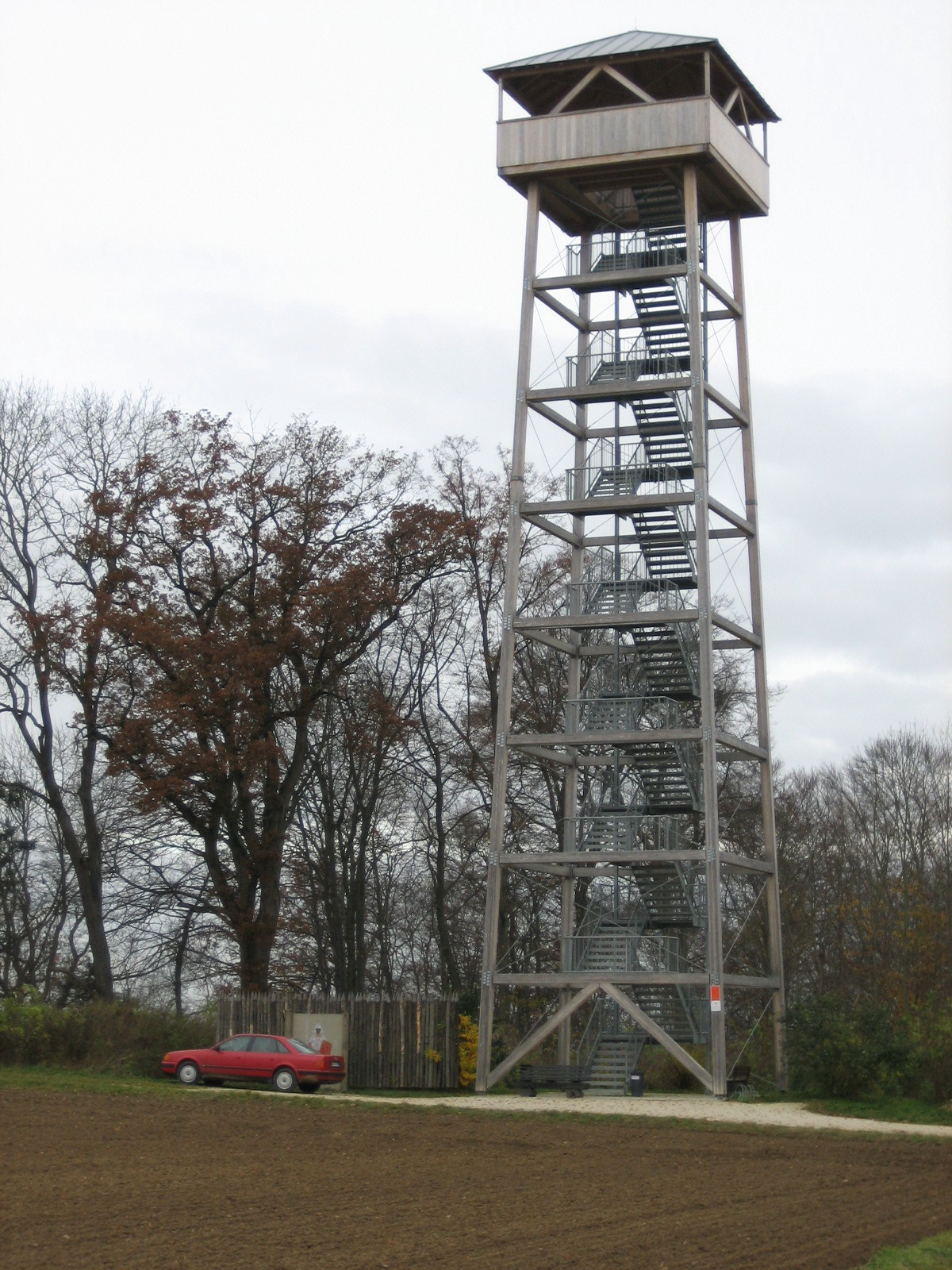
Aussichtsturm Donautal
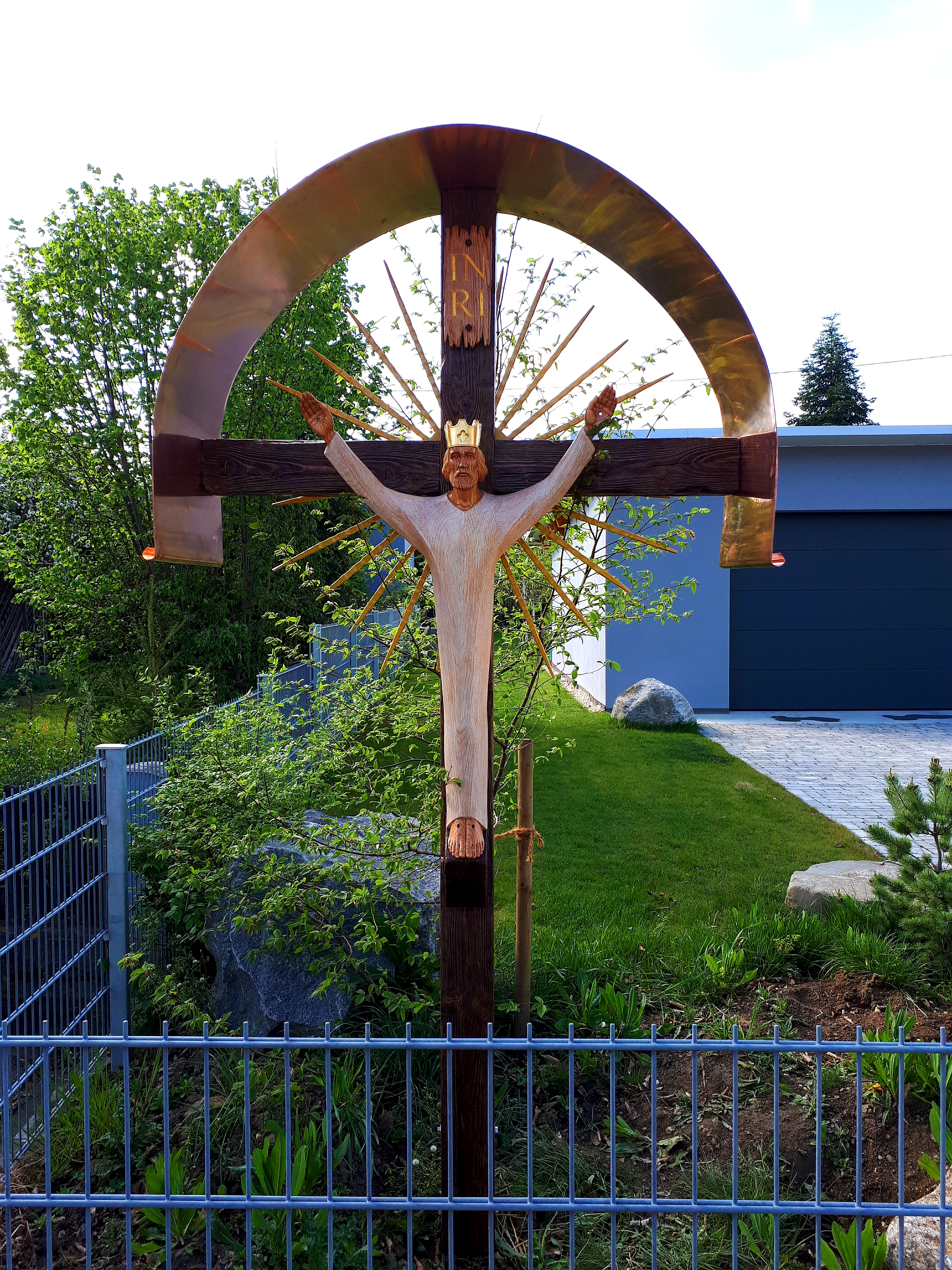
Modernes Hofkreuz

## Wirtschaft
Offingen war bis in die Mitte des 20. Jahrhunderts eine stark bäuerlich geprägte Gemeinde. Das Bronzedenkmal der Milchbäuerin erinnert daran, dass die Ortschaft über 100 Milchbauern ihr wirtschaftliches Auskommen ermöglichte.
Die Augsburger Unternehmer Johannes und Wilhelm Lembert sowie Franz Baptist Silbermann errichteten 1896 die Filzfabrik. Sie entwickelte sich zum wirtschaftlich stärksten Unternehmen am Ort. Die aus ihr hervorgegangene BWF Group hat im 21. Jahrhundert weltweite Geschäftskontakte und verfügt über Tochtergesellschaften in mehreren Ländern. Industrieansiedlungen wie die Papierfabrik, die Kunstdüngerfabrik oder eine Möbelfabrik verloren nach vorübergehender Blütezeit an Bedeutung.
Seit 1950 finden in Offingen jährlich zwei Märkte statt.

## Verkehr

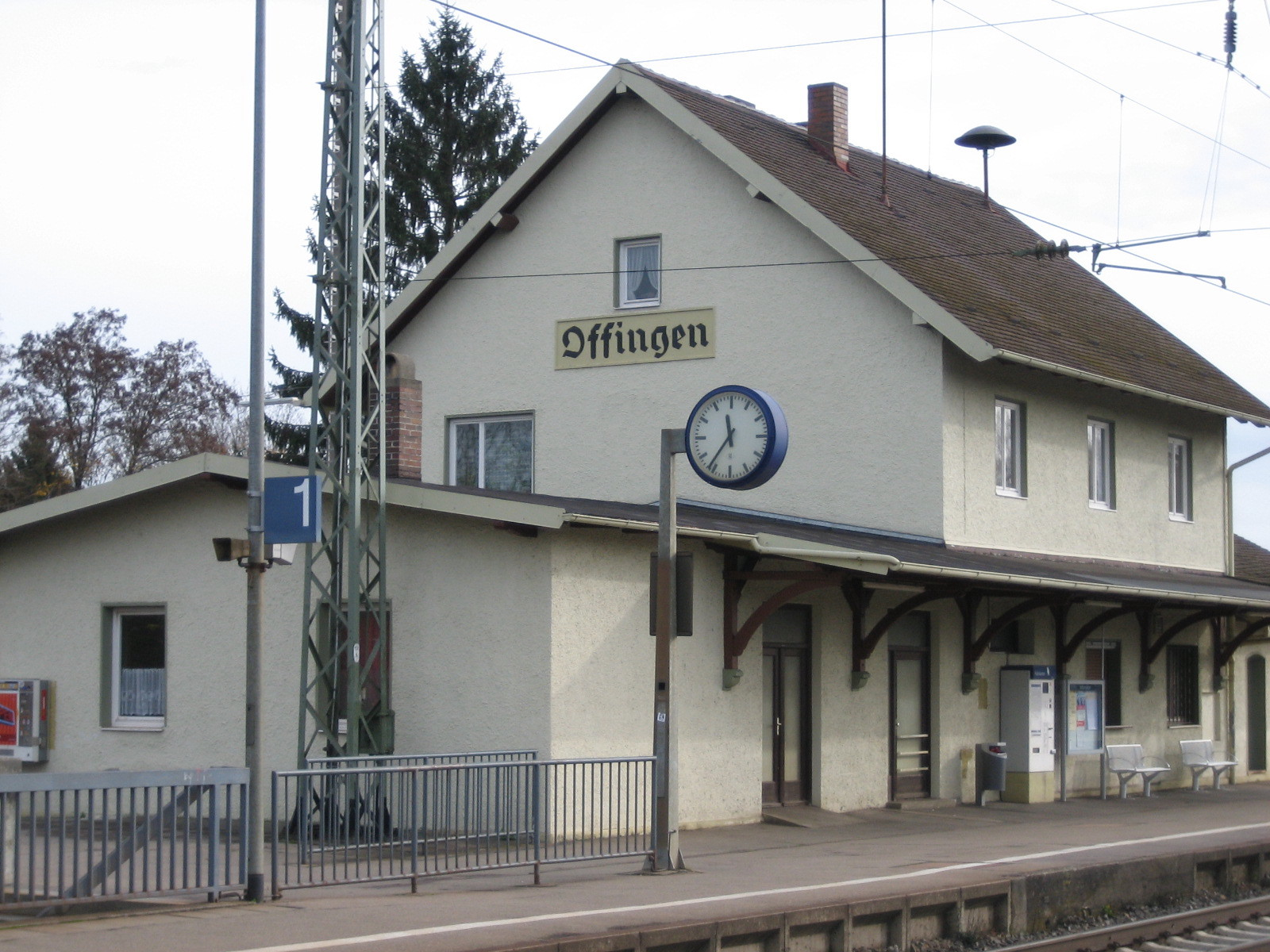
Der Haltepunkt Offingen

Der Haltepunkt Offingen liegt an der Bahnstrecke Augsburg–Ulm, an dem stündlich Züge der Relation Ulm – Augsburg – München halten.
Die offizielle Inbetriebnahme dieser Bahnstrecke ab dem 1. Mai 1854 förderte den Personen und Güterverkehr. Die Eilpostwagenverbindung von Dillingen an der Donau wurde kurz darauf statt nach Günzburg über Lauingen und Gundremmingen zum Offinger Bahnhof geführt.
Durch ein bayerisches Gesetz vom 29. April 1869 wurde der Bau einer Eisenbahnverbindung zwischen Günzburg an der Donau und Donauwörth, die obere Donautalbahn, in Auftrag gegeben. Zwischen Günzburg und Offingen entstand der Abzweigbahnhof Neuoffingen. Am 15. August 1876 wurde offiziell der Eisenbahnverkehr auf der neuen Trasse aufgenommen. Bis 1988 hielten dort Reisezüge. Neuoffingen steht als einer der letzten Backsteinbahnhöfe Bayerns unter Denkmalschutz.
Offingen ist an einige Fernradwege angeschlossen, darunter an den Donauradweg (verläuft von der Quelle bis zur Mündung der Donau) und innerhalb des europäischen EuroVelo-Netzes an den Fernradweg EV 6 (verläuft vom Atlantik bis zum Schwarzen Meer über mehr als 6000 km entlang von sechs europäischen Flüssen).

## Persönlichkeiten
- Hans Müller-Schnuttenbach (* 1889 in München; † 1973 in Rosenheim), Maler und Zeichner oberbayerischer Landschaften
- Ferdinand Rohrhirsch (* 1957 in Offingen; † 2018 in Esslingen am Neckar), Philosoph, Theologe und Führungskräftecoach